# Rolf Gundlach
Rolf Gundlach (* 29. August 1931 in Heldenbergen; † 1. Februar 2016 in Darmstadt) war ein deutscher Ägyptologe.

## Leben
Er studierte Ägyptologie und Geschichte in Hamburg und Heidelberg. Nach der Promotion 1959 bei Eberhard Otto an der Universität Heidelberg (Dissertation Die Datierung der hieroglyphischen und hieratischen Inschriften aus dem Wadi Hammamat) leitete er von 1966 bis 1971 die Fachgemeinschaft Historische Wissenschaft im Deutschen Rechenzentrum Darmstadt. Von 1972 bis 1977 war er stellvertretender Leiter des Instituts für Nichtnumerik in Darmstadt. Von 1977 bis 1982 hatte er Lehraufträge in Heidelberg (1977–1981), Mainz (1980–1982), Saarbrücken (1981). Nach der Habilitation an der Universität Heidelberg 1981 (Die königlichen Erneuerungstempel der 18. Dynastie. Studien zu den vorramessidischen Felstempeln I) lehrte er von 1981 bis 1983 als Privatdozent für Ägyptologie an der Universität Heidelberg. Von 1982 bis 1983 war er Lehrstuhlvertreter für Ägyptologie an der Universität Mainz. Ab Wintersemester 1983/1984 bis zur Pensionierung 1997 lehrte er als Universitätsprofessor für Ägyptologie an der Universität Mainz. Von 1987 bis 1989 war er Dekan des Fachbereichs 15: Philologie III an der Universität Mainz. Als Sprecher vertrat er 1997 bis 1998 er den Mainzer Sonderforschungsbereich 295 Kulturelle und sprachliche Kontakte. Regelmäßig lehrte und betreute er von 1997 bis 2009 Examenskandidaten an der Universität Mainz. Von 2001 bis 2016 war er Vorstandsmitglied im Freundeskreis Ägyptologie an der Johannes Gutenberg-Universität Mainz e. V.

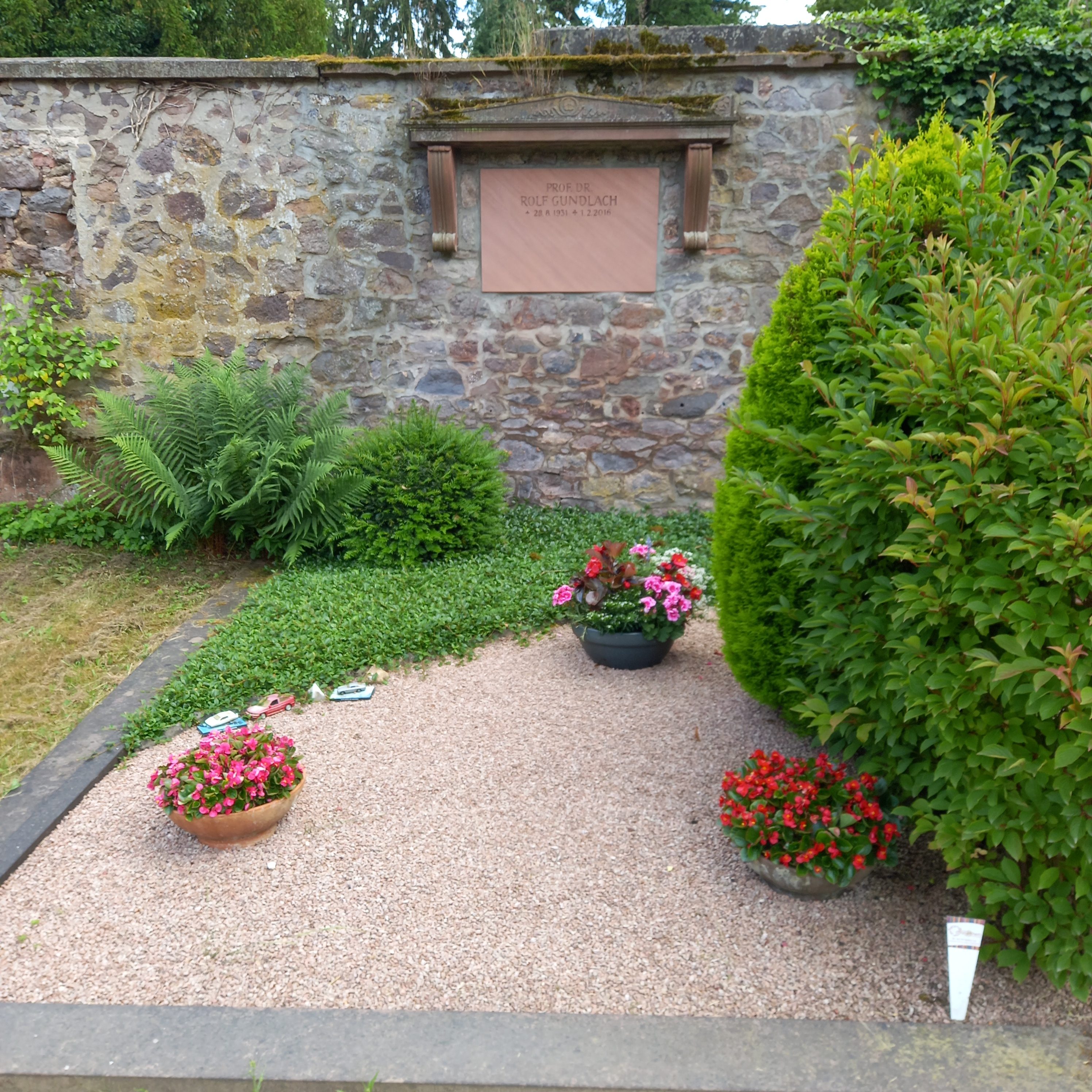
Das Grab von Rolf Gundlach auf dem Alten Friedhof in Darmstadt